# BLACK VELVET
BLACK VELVET（ブラック　ベルベット）は、2009年に結成されたロックバンド。

## メンバー
- Toshiyuki（森川智之）　ボーカル
- Kazuya（西岡和哉）　ギター
- tadd（加賀爪タッド）　DJ&ギター
- pros（竹下嘉紀）　ベース
- ita-shin（板倉真一）　キーボード

## 元メンバー
- かどしゅん（かどしゅんたろう）　ドラムス
  - 2011年4月25日、ブラベルでかどしゅんが脱退することを発表。

## 来歴
森川智之と西岡和哉が共にガンズ・アンド・ローゼズが好きで、一緒に仕事をした際に意気投合し、『バンドをやろう』という話になり、その後、6年ほどを経て、メンバーが集まり、結成。2009年1月11日に記者会見を行い、同年3月25日にデビューマキシシングルを発売。

## 作品
全作曲・編曲：Kazuya

### マキシシングル
- 1st.マキシシングル　I still…（MV収録DVD付）
  - 2009年3月25日発売

1. I still…
  - 作詞：tadd
2. Wack head to the blue sky
  - 作詞：tadd
3. I still…(off vocal)
4. wack head to the blue sky(off vocal)

- 2nd.マキシシングル　Drive me crazy（MVMaking収録DVD付）
  - 2009年4月22日発売

1. Drive me crazy
  - 作詞：Toshiyuki
2. Coma
  - 作詞：tadd
3. Drive me crazy(off vocal)
4. Coma(off vocal)

- 3rd.マキシシングル　Bleed（MV収録DVD付）
  - 2009年11月26日発売

1. Bleed
  - 乙女PCゲームBloody Callオープニング曲
  - 作詞：tadd
2. revive
  - 乙女PCゲームBloody Callエンディング曲
  - 作詞：tadd
3. Bleed(off vocal)
4. revive(off vocal)

### アルバム
- 1st アルバム　Love or Death
  - 2009年7月23日発売

1. Vermilion pavilion
  - 作詞：tadd
2. Drive me crazy (Death ver.)
  - 作詞：Toshiyuki
3. Gimme Gimme Gimme -love and venom-
  - 作詞：tadd
4. I still… (Love ver.)
  - 作詞：tadd
5. Neverland
  - 作詞：Toshiyuki
6. bad monkeys summit
  - 作詞：tadd
7. roar
  - 作詞：tadd
8. Velvet sky
  - 作詞：tadd
9. Don't you get lost in the heaven
  - 作詞：tadd
10. Bring me back hell yeah!
  - 作詞：tadd

## ライブ
- シークレットライブ
  - 2009年8月30日　下北沢Garden（東京）
- 1st.ライブ　Love or Death
  - 2009年9月6日　横浜BLITZ（神奈川）
- 2nd.ライブ　Live and die
  - 2009年11月7日　SHIBUYA AX（東京）
- ネオロマンスライヴ ROCKET★PUNCH!4
  - 2010年2月13日・14日　パシフィコ横浜（神奈川）